# Keep Watching
Keep Watching è un film del 2017 diretto da Sean Carter ed interpretato da Bella Thorne, Ioan Gruffudd, Natalie Martinez, Chandler Riggs, Leigh Whannell, Matthew Willig e Christopher Baker.
Il film venne distribuito il 31 ottobre 2017 dalla Screen Gems per la notte di Halloween e successivamente venne distribuito in DVD.

## Trama
Il film inizia con una ragazza che viene aggredita. La mattina dopo, dei giornalisti intervistano alcune persone che avevano assistito all'omicidio attraverso i loro dispositivi, ignari del fatto che fosse reale, ed un giornalista afferma che uno dei membri della famiglia è scomparso.
Jamie – un'adolescente – e la sua famiglia tornano a casa da una vacanza di 10 giorni, ignari del fatto che delle telecamere sono state installate in ogni angolo della casa. Più tardi, quella notte, suo padre Adam riceve una visita inaspettata da suo fratello Matt, che gli chiede di poter passare la notte lì. Adam è d'accordo, ma la sua nuova moglie Olivia non è particolarmente felice della cosa. Matt parla con Jamie e lei gli confessa di non essere molto affezionata alla sua matrigna Olivia perché pensa che stia cercando di sostituire la sua vera madre, Matt rassicura Jamie che non ha nulla di cui preoccuparsi.
Jamie chiama il suo ragazzo Josh tramite Skype con l'intenzione di dirgli che potrebbe essere incinta, ma poi ci ripensa e termina la chiamata. Quando tutti si preparano per andare a letto, Matt va fuori a cercare il suo telefono e sente strani rumori provenienti dal cortile. Viene attaccato con un gancio. Un uomo noto come The Terror irrompe in casa e prende i telefoni di tutti i presenti, quindi sigilla tutte le finestre all'esterno, svegliando Olivia.
Adam scende per vedere da dove provengono i rumori. Quando entra in cucina, viene scattata una foto di qualcuno in piedi dietro di lui e viene soffocato a morte con un sacchetto di plastica di fronte a tutti. Jamie, suo fratello DJ e Olivia si barricano nella camera da letto di Olivia e scoprono che la famiglia è stata osservata per mesi senza che nessuno lo sapesse, specialmente Jamie. Loro comprendono che la loro unica possibilità di sopravvivere è uccidere The Terror. Mentre cercano di trovare una via d'uscita, vengono attaccati da un altro intruso e si nascondono tutti nel seminterrato, dove viene scoperto un coltello con un fiocco sopra di esso.
Riescono a chiamare la polizia, ma presto si rendono conto che si tratta solamente di una voce registrata. Josh si reca a casa di Jamie e viene filmato mentre viene ucciso per soffocamento con una manichetta. Olivia trova una via d'uscita e trova una X rossa fissata a terra vicino al cancello.
Matt trova la donna ma poco dopo viene ucciso con un'ascia. Proprio mentre Olivia fugge, un furgone si ferma. Lei si arrampica sul retro del furgone ma viene nuovamente attaccata. DJ viene rinchiuso in una stanza mentre Jamie viene aggredita. Lei trova una X rossa ed usa un taser trovato nella sua stanza sull'intruso mentre DJ uccide lo uccide con un ago da maglia. I due poi smascherano l'intruso, rivelando così che si tratta della ragazza la cui scomparsa è stata denunciata in un delitto avvenuto tempo prima.
Jamie e DJ scoprono il corpo di Olivia, il test di gravidanza positivo di Jamie ed i video di sua madre e suo padre con la piccola Jamie. Capiscono così che le persone di tutto il mondo stanno osservandoli e Jamie cerca di dire loro di chiamare la polizia ma viene emesso un forte segnale acustico che impedisce alle persone di capire quale sia il loro indirizzo. Jamie trova una maschera con un fiocco e sia lei che DJ decidono di scappare.
Mentre camminano per la casa, incontrano The Terror. Jamie gli versa addosso della benzina e DJ gli lancia contro un accendino incendiandolo insieme alla casa. Jamie e DJ scappano, solo per essere catturati da The Creator e The Terror, il quale è sopravvissuto. I due scoprono che la ragazza che hanno ucciso era il membro scomparso della precedente famiglia, rapita e costretta ad aiutarli nell'attacco alla famiglia di Jamie. The Creator dice a Jamie che se lei li aiuterà, suo fratello sarà al sicuro. The Creator colpisce Jamie con il taser e dice che darà al pubblico online un motivo per continuare a guardare.

## Produzione
Originariamente intitolata Home Invasion, la sceneggiatura è stata sviluppata dall'ex dirigente della Silver Pictures Alex Heineman con lo sceneggiatore Joseph Dembner. All'inizio del 2013, il produttore Michael Fiore e il regista Sean Carter hanno sviluppato e filmato una sequenza della sceneggiatura di Dembner in coordinamento con il team di produzione di Silver Pictures e di Dembner. Quella demo ha assicurato il ruolo di Sean Carter come regista nella realizzazione del film. Nell'aprile 2013, la Voltage Pictures si è assicurato i diritti sulla sceneggiatura. Nel luglio 2013, è stato annunciato che Bella Thorne avrebbe interpretato il ruolo di Jamie, la protagonista del film. Nel settembre 2013 è stata confermata anche la presenza nel film di Natalie Martinez. Ioan Gruffudd e Chandler Riggs hanno completato il cast principale in ottobre. Le riprese sono iniziate ad Altadena, in California, alla fine di novembre 2013 e sono terminate nel dicembre 2014.

## Distribuzione
Nell'ottobre 2015 la Screen Gems ha acquisito i diritti di distribuzione del film, cambiando il titolo da Home Invasion a Keep Watching. Il film era originariamente previsto per essere distribuito il 2 dicembre 2016. È stato distribuito per una notte il 31 ottobre 2017.
La locandina originale del film mostrava palloncini rossi e bianchi, ma furono modificati in palloncini neri e gialli dopo l'uscita cinematografica del film It.

## Accoglienza
Girato con un budget di 5 milioni di dollari, il film ha incassato solo 94.178 dollari.